# Peito-de-fogo-de-bico-azul
Peito-de-fogo-de-bico-azul (Lagonosticta rubricata), é uma ave passeriforme, da família estrildidae, encontrada em quase todas as partes do continente africano. Tem uma ocorrência em extensão global estimada em 5,4 milhões de km².

## Descrição

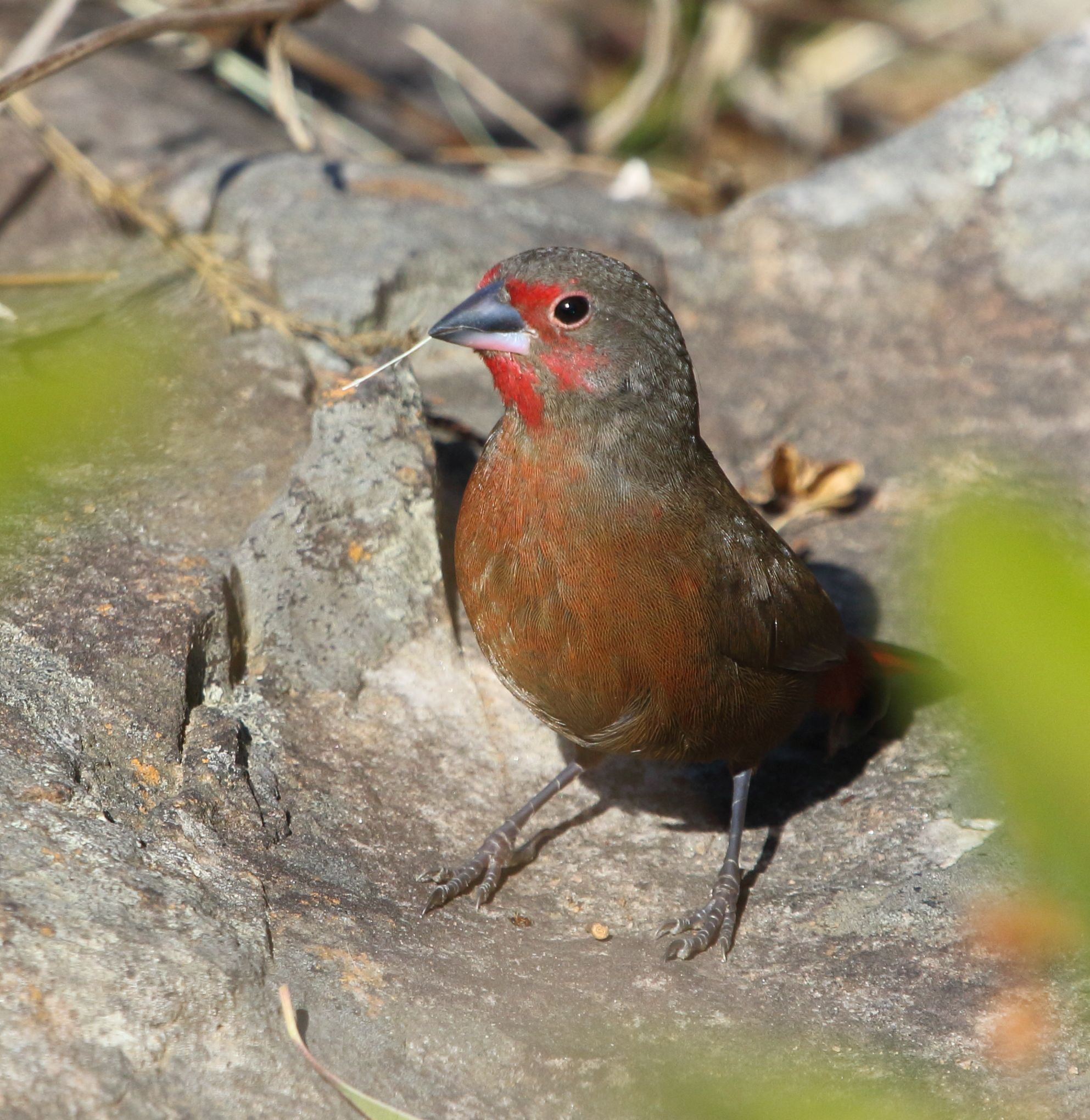
Amarante Ocre fêmea (L. r. rubricata). KwaZulu-Natal

O Peito-de-fogo-de-bico-azul é uma ave de pequeno porte e plumagem vermelha ou vermelha e marrom. Mede entre 10 e 11 cm de comprimento e pesa entre 8,6 e 11,7 g.
Os machos têm a coroa, nuca e pescoço cinza-chumbo, fundindo-se a mantos marrom-oliva com os escapulários, abrigos de asas e terciais também marrom-oliva, às vezes com um tom cinza. A alcatra, abrigos da cauda superior, pais da cauda externa são vermelho carmim profundo e o restante da cauda é preto. As partes inferiores, do queixo ao ventre, são de um vermelho brilhante, com pequenas manchas brancas na parte superior do peito e nos flancos, o escarlate dos flancos continua ao lado da garupa. O centro da barriga é acinzentado, tornando-se preto na cloaca e nos abrigos subterrâneos. O bico curto e pontudo é cinza-escuro com uma base rosa na mandíbula inferior.
As fêmeas são semelhantes aos machos, mas têm cores menos intensas. Os jovens não apresentam nenhum vermelho nas partes inferiores.

### Voz
A canção do peito-de-fogo-de-bico-azul, em ambos os sexos, é composta de várias notas sonoras que são repetidas aleatoriamente e intercaladas com apitos estridentes, trinados e gorjeios. O chamado de alarme é um tique-taque severo que se assemelha ao chamado de repreensão da carriça. Entre os chamados mais comuns estão um pio "trrrrrrrr-t" de progressiva potência sonora e um alto e claro "tui-tui-tui-tui", que geralmente é seguido por "wink-wink-wink".

## Distribuição
A ocorrência do amaranta ocre distribiu-se por regiões ao longo de toda a África subsaariana, do Senegal ao leste da Etiópia, depois ao sul, no sul da República Democrática do Congo e daTanzânia, desde Moçambique até a província do Cabo Oriental da África do Sul.

## Habitat
O peito-de-fogo-de-bico-azul prefere habitats úmidos e com vegetação densa, como por exemplo a planta samambaia (Pteridium aquilinum), nas regiões de savana com florestas de acácias e de plantas arbustivas cerradas, ao longo de riachos e rios com vegetação densa, muitas vezes perto de caminhos ou estradas tranquilas. Pode também ser visto em jardins e vilas rurais, mas não tão comumente como algumas outras espécies de lagonosticta.

## Hábitos
O amaranto-ocre se alimenta, principalmente, de sementes e insetos que encontra forrageando o solo. Ocorre em pares ou pequenos grupos familiares e pode se misturar com outros pássaros da mesma espécie, ficando sempre perto de áreas em que pode se esconder, caso necessário.
O macho constrói o ninho, que é uma estrutura redonda com uma entrada lateral, sendo a parte externa composta por longas lâminas de grama seca e a interna de inflorescências de  grama, às vezes forrada com penas. O ninho é normalmente camuflado em grama alta e espessa, em vegetação rasteira de samambaia ou, ainda, nos gramados que crescem entre galhos caídos ou tocos de árvores. Os ovos (entre 2 e 5) são colocados entre os meses de  novembro e junho, com um pico de janeiro a abril no sul da África. Mais ao norte, o mesmo ocorre no final do ano. Ambos os sexos chocam os ovos, por volta de de 12 dias. Uma vez chocados, os filhotes são alimentados por ambos os pais durante 2 ou 3 semanas, depois disso, são alimentados por mais 10 dias, quando se tornam totalmente independentes.

## Taxonomia

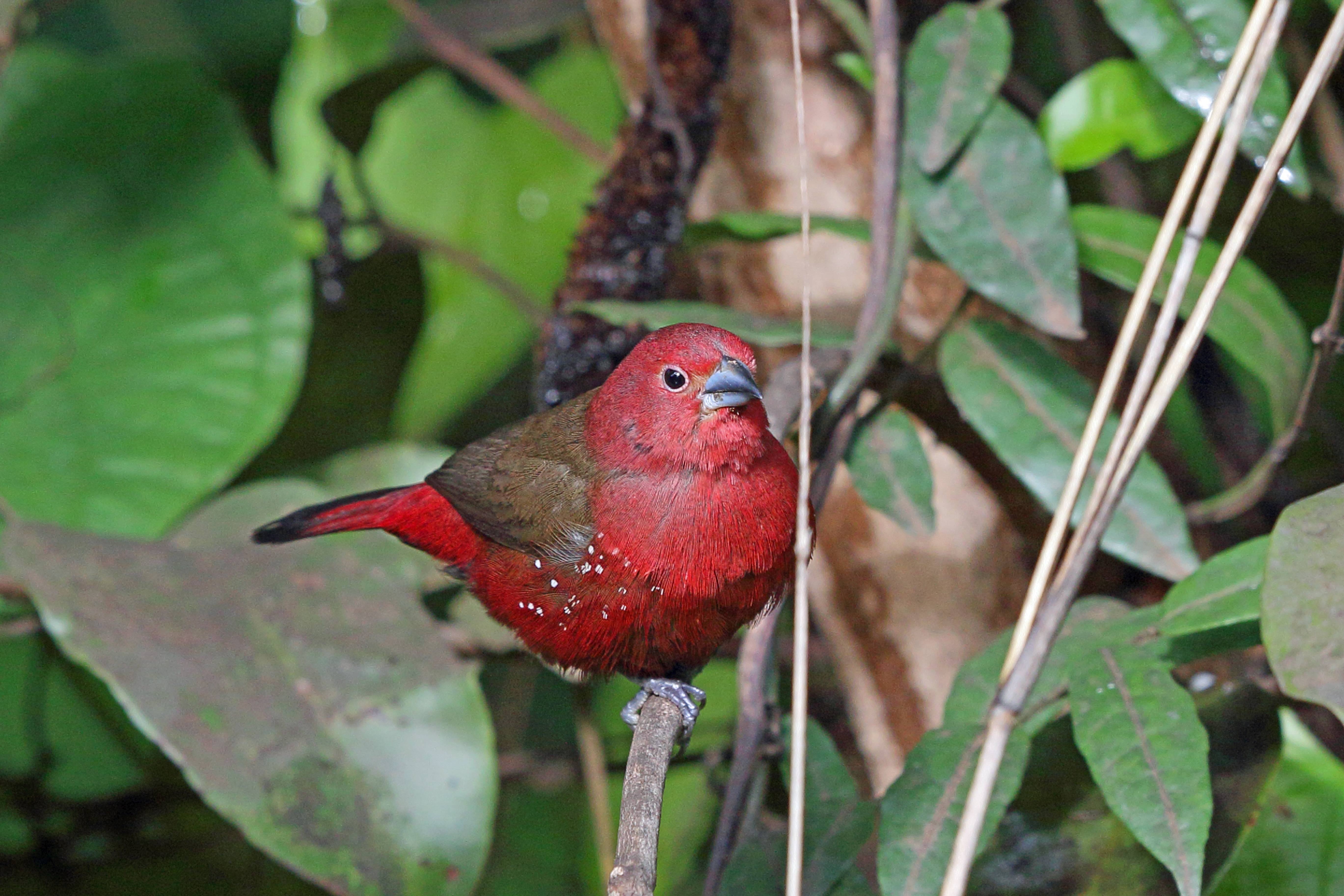
peito-de-fogo-de-bico-azul macho ssp. L. r. hematocephala. Sakania, República Democrática do Congo

Quatro subespécies do amaranto-ocre são atualmente reconhecidas e se apresentam de acordo com as seguintes distribuições:
- Lagonosticta rubricata polionota Shelley, 1873: no sul do Senegal, sudoeste do Mali, Guiné-Bissau, Guiné, Serra Leoa e norte da Libéria e leste da Nigéria .
- Lagonosticta rubricata congica Sharpe, 1890: leste de Camarões e sul do Sudão, nordeste da República Democrática do Congo e oeste de Uganda, ao sul do Gabão, bem como, norte e nordeste de Angola.
- Lagonosticta rubricata haematocephala Neumann, 1907: África Oriental do Sudão a leste do Rio Nilo, Etiópia, Uganda e as Terras Altas do Quênia ao sul da Zâmbia, Malawi, Terras Altas Orientais do Zimbabué, Tanzânia costeira e norte e centro de Moçambique, ao norte do Rio Save .
- Lagonosticta rubricata rubricata (MHC Lichtenstein, 1823): Norte e leste da África do Sul, Suazilândia e sul de Moçambique.

O Lagnosticta landanae do oeste de Angola, Cabinda e oeste da República Democrática do Congo, por vezes, é considerado uma quinta subespécie do peito-de-fogo-de-bico-azul.